# 100 McAllister Street

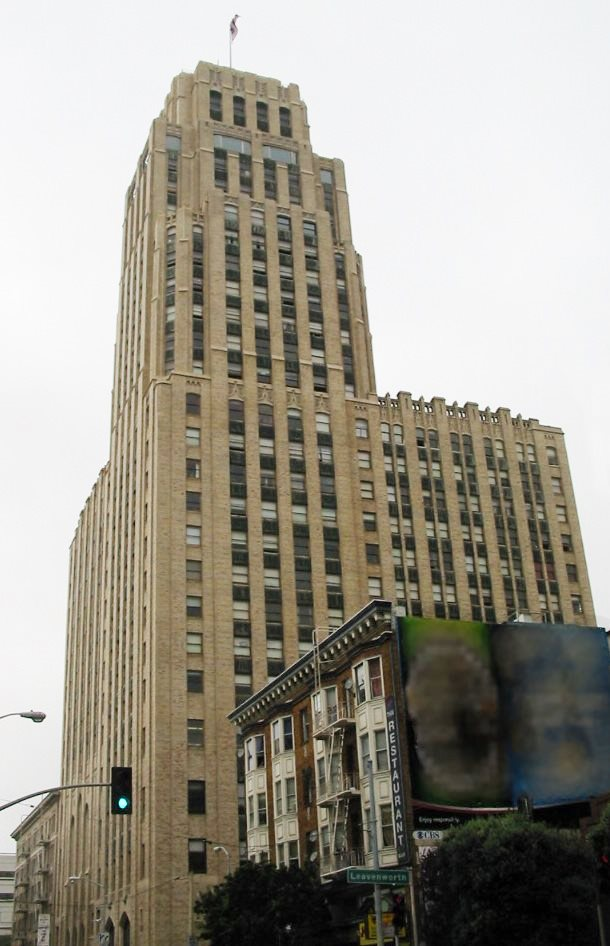

O 100 McAllister Street é um edifício residencial de apartamentos localizado na cidade de São Francisco na Califórnia, Estados Unidos, de propriedade da Universidade da Califórnia.
Concebido como uma combinação inusitada de uma grande igreja sobre a qual foi construído um hotel, o edifício foi inicialmente projetado por Timothy L. Pflueger no estilo Neogótico, os investidores demitiram sua empresa e contrataram Lewis P. Hobart, que mudou pouco o design de Pflueger. Em uma ação judicial posterior, Pflueger ganhou quase a metade dos danos que ele pediu. O prédio foi inaugurado em 1930 como Hotel William Taylor Hotel e templo da Igreja Metodista Episcopal.